# لویت‌تاون (نیویورک)
لویت تاون (به انگلیسی: Levittown) یک منطقهٔ مسکونی در ایالات متحده آمریکا است که در شهرستان ناساو، نیویورک واقع شده‌است. لویت تاون ۱۷٫۸ کیلومتر مربع مساحت و ۵۱٬۸۸۱ نفر جمعیت دارد و ۲۵ متر بالاتر از سطح دریا واقع شده‌است.